# Cartaz de procura-se
Procurado Vivo ou Morto (do inglês Wanted Dead or Alive) é um famoso Cartaz que é pendurado em locais públicos para que a população saiba que um suposto criminoso está à solta e as autoridades desejam apreender. O panfleto com a mensagem Wanted Dead or Alive consiste de uma folha com a foto da pessoa procurada no centro da página, seus dados pessoais e (em alguns casos) a recompensa dada pelo Estado para ajudar a polícia de alguma forma na captura do fugitivo. Na ausência de uma foto do meliante, é feito um desenho do Retrato falado com indicações fornecidas por várias testemunhas.
Estes cartazes tornaram-se populares com os filmes do velho oeste. Porém, até hoje estes cartazes são usados.

## Ver Também
- Mugshot